# بيت الراعي (مذيخرة)

تعديل مصدري - تعديل

بيت الراعي هي إحدى قرى عزلة مذيخرة بمديرية مذيخرة التابعة لمحافظة إب، بلغ تعداد سكانها 25 نسمة حسب تعداد اليمن لعام 2004.